# Czesław Klimas
Czesław Klimas (ur. 11 czerwca 1865 w Poznaniu, zm. 16 marca 1937 w Tarnowie Opolskim) – ksiądz i działacz polski na Śląsku, poseł do sejmu pruskiego Republiki Weimarskiej.

## Życiorys
Czesław Klimas urodził się 11 czerwca 1865 roku w Poznaniu. Jego ojciec, który był krawcem, pochodził z Krasiejowa koło Opola. Rodzina Klimasów przeniosła się do Poznania, gdzie Czesław spędził swoje dzieciństwo i młodość. Następnie ukończył szkołę podstawową w Poznaniu, później uczył się we wrocławskim gimnazjum, by w stolicy Śląska podjąć studia teologiczne. W 1890 ukończył studia i 23 czerwca tegoż roku przyjął święcenia kapłańskie.
Od 1890 do 1895 sprawował posługę kapelana domowego u związanego z niemieckim Centrum hr. Ballestrema. W 1895 objął probostwo w Tarnowie Opolskim, z którym związał się na resztę swojego życia.
W czasie plebiscytu na Górnym Śląsku agitował za przyłączeniem go do Polski. Po 1922 pozostał jednak na Górnym Śląsku Opolskim wstępując do Związku Polaków w Niemczech.
W 1924 wszedł w skład Zarządu Głównego Związku Harcerstwa Polskiego w Niemczech, a w latach 1925–1933 szefował Polsko-Katolickiemu Towarzystwu Szkolnemu na Śląsku Opolskim. Założyciel i prezes spółdzielni „Rolnik”, wspierał działalność Związku Akademików-Górnoślązaków Silesia Superior. Od 1926 do 1930 sprawował funkcję dyrektora Dzielnicy Śląskiej Związku Polaków w Niemczech.
W kadencji 1924–1928 pełnił mandat posła do Landtagu Pruskiego w Berlinie wybranego w okręgu Opole z listy Polskiej Partii Ludowej.
W latach trzydziestych poświęcił się działalności parafialnej. Udało mu się doprowadzić do wybudowania nowego kościoła w Tarnowie Opolskim. Zmarł w marcu 1937 i został pochowany w tej miejscowości.

## Upamiętnienie
W Tarnowie Opolskim znajduje się ulica jego imienia. We Wrocławiu (osiedle Tarnogaj) znajduje się ulica imienia ks. Klimasa. Jego imieniem nazwana jest jedna z ulic w centrum Zabrza.,